# Novembre 1866

## Événements
- 8 novembre : drame du monastère d'Arkadi en Crète.

- 15 novembre, France : création de la Ligue de l'enseignement.

- 16 novembre, France : première parution du journal Le Figaro en édition quotidienne.
- 20 novembre : dépôt du brevet n°59,915 de Pierre Lallement pour un vélocipède

## Naissances
- 1er novembre : Fabrilo (Julio Aparici y Pascual), matador espagnol († 30 mai 1897).
- 6 novembre : Jean Teillet, coiffeur français († 17 mars 1977).
- 11 novembre : Antoine Meillet, linguiste français († 1936).
- 12 novembre : Sun Yat-sen, homme d'État chinois († 1925).
- 14 novembre : René Binet, architecte, peintre et théoricien français († 23 juillet 1911).

## Décès
- 20 novembre : Joseph d'Ortigue, critique musical et historien de la musique français (° 1802).
- 30 novembre : Aleksander Rycerski, peintre polonais (° 15 novembre 1825).